# Плач Јеремијин
Књига Плач Јеремијин је 6. књига Светог писма Старог завета и 32. књига Танаха.
Садржај књиге представља нарицање, које изражава жаљење због несреће која је задесила народ Израиља 586. п. н. е., када је вавилонски краљ Навуходоносор уништио Јерусалим.
Традиционално се сматра да је аутор пророк Јеремија (прва књига је под тим насловом у Септуагинти), што, међутим, није доказано .
Плач Јеремијин садржи пет песама. Прва, друга и четврта песма имају 22 стиха - број слова хебрејског писма. Сваки стих је "под бројем" и одговарајући стих почиње са истим словима. Пета песма је такође састављен од 22 стиха, али не садржи азбучну нумерацију и стога не садржи акростих.
Акростих јеврејске Библији се не може одржати у преводима на друге језике. Имена писама формално су представљена у Вулгати у неким издањима Септуагинте и Библији на црквенословенском језику.
Сличан структурни и поетски принцип се види у Псалму 118, а у једноставнијем облику у великом броју псалама, на пример, 9-10.

## Сажетак
Књига Плач Јеремијин је подељена на пет поглавља. Свако поглавље представља засебну песму. На изворном јеврејском језику, стихови су у акростиху, а сваки стих почиње са наредним словом јеврејског алфабета. У књизи пророк Јеремија разуме да су Вавилонци били само Божије оруђе за осуду Јерусалима (Плач Јеремијин 1:12-15; 2:1-8; 4:11). Књига јасно говори да су узроци изливања Божијег гнева били грех и побуна (1:8-9; 4:13; 5:16). Прикладно је јадиковати у време несреће, али би убрзо требало да наступи скрушеност и покајање (Плач Јеремијин 3:40-42; 5:21-22).

## Предсказања
Јеремија је био познат као “пророк који плаче” због дубоке и непрестане патње за његовим народом и градом (Плач Јеремијин 3:48-49). Та иста туга због греха народа и њиховог одбацивања Бога је била изражена када је Исус пришао Јерусалиму унапред видевши како ће га Римљани разорити (Лука 19:41-44). Бог је употребио Римску опсаду да казни Свој народ због одбацивања Спаситеља. Ипак, Бог се не радује кажњавању Своје деце, а велику самилост над Својим народом показује даром Исуса Христа који нас спашава од греха. Једног дана ће Бог, због Христа, сваку сузу отрти (Откривење 7:17).

## Практична примена
Бог је Бог наде чак и у страшном суду (Плач Јеремијин 3:24-25). Без обзира на то колико смо далеко отишли од Њега, имамо наду да Му се можемо вратити и пронаћи Његову самилост и праштање (1. Јованова 1:9). Наш Бог је Бог љубави (Плач Јеремијин 3:22), и због Своје снажне љубави и милосрђа је дао Свог Сина, тако да они који верују у Њега не пропадну већ да вечно живе са Њим (Јован 3:16). Божија верност (Плач Јеремијин 3:23) и спасење (Плач Јеремијин 3:26) су карактеристике које нам дају велику наду и утеху. Он није равнодушан, непоуздан бог, већ је Бог који ће примити све оне који му се врате, који признају да не могу ништа да учине да заслуже Његову милост, и призову Божију милост тако да не би изгинули (Плач Јеремијин 3:22).

## Кључни стихови
Плач Јеремијин 2:17: “Учини Господ шта науми, испуни реч своју, коју каза одавна; разори немилице и развесели тобом непријатеља, подиже рог противницима твојим.”
Плач Јеремијин 3:22-23: “Милост је Господња што не изгибосмо сасвим, јер милосрђа Његовог није нестало. Понавља се свако јутро; велика је вера твоја.”
Плач Јеремијин 5:19-22: “Ти, Господе, остајеш довека, престо Твој од колена до колена. Зашто хоћеш да нас заборавиш довека, да нас оставиш задуго? Обрати нас, Господе, к себи, и обратићемо се; понови дане наше како беху пре. Јер еда ли ћеш нас сасвим одбацити и гневити се на нас веома?”